# Federico Celada
Federico Celada (Madrid, 29 de agosto de 1968) es un actor de cine, de televisión y teatro español (también es cantante) más conocido por su papel de Curtis Naranjo en la serie española Los hombres de Paco.

## Biografía
Nacido en Madrid en 1968, ya desde muy joven se sintió atraído por el mundo de la interpretación. Fue alumno de Paco Pino y de Inés Rivadeneyra. Más tarde se trasladaría a Nueva York para estudiar en la universidad de Saint Lawrence. Su trayectoria artística en cine, teatro y televisión ha sido muy destacada.

## Televisión
- Servir y  Proteger  - Quique (2022)
- Las chicas del Cable - Taxista (2020) (T. 5x01)
- Amar es para siempre - Amadeo Curtis (2019-2020)
- Dulces de Barrio - Manolo (2018)
- Los hombres de Paco - Curtis Naranjo (2005-2010; 2021)
- Los Serrano (2005): "El hombre que susurraba a las frutitas"
- Cuéntame cómo pasó (2005): "El honor de los Alcántara"
- Ana y los siete (2002).: " un capítulo"
- Manos a la obra (1998-1999)
- Canguros (1994-1997)
- La casa de los líos -varios capítulos como Javier

```
Farmacia de guardia. Repartidor de flores 1x04
```

## Filmografía
| Año  | Película                          | Personaje     | Director           | Género            | Duración |
| ---- | --------------------------------- | ------------- | ------------------ | ----------------- | -------- |
| 2005 | Fin de curso                      | Cantante      | Miguel Martí       | Comedia/Romántica | 1h 30m   |
| 2003 | Slam                              | Paco          | Miguel Martí       | Comedia           | 1h 35m   |
| 2002 | El robo más grande jamás contado  | Joven Terapia | Daniel Monzón      | Comedia           | 1h 54m   |
| 2001 | El viejo que leía novelas de amor | Juan          | Rolf de Heer       | Drama/Aventura    | 1h 55m   |
| 2000 | Báilame el agua                   | Abundio       | Josetxo San Mateo  | Drama             | 1h 46m   |
| 1999 | Muertos de risa                   | Casting Tinos | Álex de la Iglesia | Comedia           | 1h 53m   |
| 1991 | Ni se te ocurra                   |               | Luis María Delgado | Comedia           | 1h 27m   |

## Teatro
- Sexos
- La cenicienta
- El caballero de las espuelas de oro
- El Gato con Botas
- Tres sombreros de copa

## Cortometrajes
- Bar
- El figurante

- Datos: Q5857555